# قرار مجلس الأمن التابع للأمم المتحدة رقم 1384
قرار مجلس الأمن التابع للأمم المتحدة رقم 1384، المتخذ بالإجماع في 14 كانون الأول / ديسمبر 2001، بعد إعادة التأكيد على جميع القرارات المتعلقة بالحالة في قبرص، بما في ذلك القرار 1251 (1999)، جدد المجلس ولاية قوة الأمم المتحدة لحفظ السلام في قبرص لمدة ستة أشهر حتى 15 يونيو 2002.
وأشار مجلس الأمن إلى النداء الوارد في تقرير الأمين العام كوفي عنان للسلطات في قبرص وشمال قبرص للتصدي بشكل عاجل للوضع الإنساني المتعلق بالمفقودين. ورحب المجلس أيضا بالجهود المبذولة لتوعية أفراد حفظ السلام التابعين للأمم المتحدة بالوقاية من فيروس نقص المناعة البشرية / الإيدز والأمراض الأخرى ومكافحتها.
وبتمديد ولاية قوة الأمم المتحدة لحفظ السلام في قبرص، طلب القرار من الأمين العام أن يقدم تقريراً إلى المجلس بحلول 1 حزيران / يونيو 2002 بشأن تنفيذ القرار الحالي. كما حث الجانب القبرصي التركي على إنهاء القيود التي فُرضت في 30 حزيران / يونيو 2000 على عمليات قوة الأمم المتحدة المؤقتة في قبرص وإعادة الوضع العسكري إلى ما كان عليه في ستروفيليا.
لم يشر القرار 1384 إلى المناقشات المقبلة أو المطالب التركية، وواصلت السلطات القبرصية التركية منع وصول قوات حفظ السلام التابعة للأمم المتحدة إلى الجزء الشمالي من الجزيرة.

## روابط خارجية
- نص القرار في undocs.org